# Einer Ulrich
Einer Ulrich (Copenaghen, 6 maggio 1896 – Gentofte, 28 febbraio 1969) è stato un tennista, calciatore e arbitro di calcio danese.

## Biografia
Si è sposato tre volte e ha avuto un totale di quattro figli. Dal secondo matrimonio, con la tennista Ulla Meyer, ha avuto due figli che hanno intrapreso a loro volta la carriera agonistica: Jørgen Ulrich e Torben Ulrich. Il nipote Lars Ulrich è il batterista e fondatore dei Metallica.

## Carriera

### Tennista
È stato attivo a partire dagli anni 1920 e in questo periodo ha partecipato a due edizioni di Wimbledon, nel 1926 è riucito ad avanzare fino al quarto turno dei Championships. È sceso in campo alle Olimpiadi di Parigi 1924 sia in singolare che nel doppio maschile e ha rappresentato la sua nazione anche in Coppa Davis giocando un totale di settantaquattro incontri vincendone trentanove, durante l'edizione del 1927 ha raggiunto la finale europea dove si è arreso alla Francia dei moschettieri.

### Calciatore
Ha giocato per l'Akademisk Boldklub e successivamente per il Kjøbenhavns Boldklub, dopo il ritiro ha intrapreso la carriera da arbitro per oltre venticinque anni.